# Haltérophilie aux Jeux olympiques d'été de 2024 - Moins de 89 kg hommes
Navigation
Los Angeles 2028
L'épreuve des moins de 89 kg hommes  en haltérophilie aux Jeux olympiques d'été de 2024 a lieu le 9 août au Paris Expo Porte de Versailles.
Il s'agit d'une nouvelle catégorie de poids à la suite de la suppression de deux catégories chez les hommes depuis l'édition précédente des Jeux à Tokyo.

## Records
Avant cette compétition, les records dans cette discipline étaient les suivants : 
| Record du monde | Arraché     | Yeison López (COL)  | 182 kg | Phuket, Thaïlande   | 6 avril 2024     |
| Record du monde | Épaulé-jeté | Karlos Nassar (BUL) | 223 kg | Doha, Qatar         | 10 décembre 2023 |
| Record du monde | Total       | Li Dayin (CHN)      | 396 kg | Jinju, Corée du Sud | 10 mai 2023      |

## Médaillés
| Or                     | Argent             | Bronze                   |
| Karlos May Nasar (BUL) | Yeison López (COL) | Antonino Pizzolato (ITA) |

## Résultats détaillés
| Rang                                | Athlète                     | Nation       | Poids (kg) | Arraché (kg) | Arraché (kg) | Arraché (kg) | Arraché (kg) | Épaulé-jeté (kg) | Épaulé-jeté (kg) | Épaulé-jeté (kg) | Épaulé-jeté (kg) | Total |
| Rang                                | Athlète                     | Nation       | Poids (kg) | 1            | 2            | 3            | Résultat     | 1                | 2                | 3                | Résultat         | Total |
| ----------------------------------- | --------------------------- | ------------ | ---------- | ------------ | ------------ | ------------ | ------------ | ---------------- | ---------------- | ---------------- | ---------------- | ----- |
| Médaille d'or, Jeux olympiques      | Karlos May Nasar            | Bulgarie     | 89,00      | 173          | 177          | 180          | 180          | 213              | 224              | -                | 224 WR           | 404   |
| Médaille d'argent, Jeux olympiques  | Yeison López                | Colombie     | 89,00      | 175          | 180          | 180          | 180          | 205              | 205              | 210              | 210              | 390   |
| Médaille de bronze, Jeux olympiques | Antonino Pizzolato          | Italie       | 89,00      | 172          | 172          | 176          | 172          | 212              | 212              | 212              | 212              | 384   |
| 4                                   | Marin Robu                  | Moldavie     | 89,00      | 170          | 175          | -            | 175          | 200              | 208              | 212              | 208              | 383   |
| 5                                   | Mir Mostafa Javadi Aliabadi | Iran         | 89,00      | 164          | 168          | 171          | 168          | 204              | 217              | 217              | 204              | 372   |
| 6                                   | Dongju Yu                   | Corée du Sud | 89,00      | 163          | 163          | 168          | 168          | 203              | 211              | 217              | 203              | 371   |
| 7                                   | Andranik Karapetyan         | Arménie      | 89,00      | 170          | 175          | 177          | 170          | 200              | 210              | 215              | 200              | 370   |
| 8                                   | Keydomar Vallenilla Sanchez | Venezuela    | 89,00      | 157          | 162          | 165          | 162          | 190              | 196              | 200              | 196              | 358   |
| 9                                   | Romain Imadouchène          | France       | 89,00      | 155          | 155          | 161          | 155          | 195              | 196              | 204              | 196              | 351   |
| 10                                  | Kyle Bruce                  | Australie    | 89,00      | 143          | 148          | 148          | 148          | 182              | 182              | 188              | 182              | 330   |
| -                                   | Karim Abokahla              | Égypte       | 89,00      | 165          | 170          | 170          | 165          | -                | -                | -                | -                | -     |
| -                                   | Boady Santavy               | Canada       | 89,00      | 158          | 163          | 166          | 163          | 186              | 187              | 188              | -                | -     |